# Kaillie Humphriesová
Kaillie Humphriesová (* 4. září 1985, Calgary) je kanadská bobistka, reprezentující od roku 2019 Spojené státy americké. Spolu s Heather Moyseovou získala v závodech dvojbobu dvě zlaté olympijské medaile, na olympijských hrách ve Vancouveru roku 2010 a v Soči roku 2014. Na Zimních olympijských hrách 2018 v Pchjongčchangu obsadila s Phylicií Georgeovou třetí místo. Je též pětinásobnou mistryní světa (2012, 2013, 2020 a 2021 na dvojbobu a 2021 na monobobu). Vyhrála 28 závodů Světového poháru a čtyřikrát byla celkovou vítězkou (2012/13, 2013/14, 2015/16, 2017/18). V roce 2014 získala Lou Marsh Trophy pro kanadského sportovce roku. Je nejúspěšnější bobistkou historie.
Narodila se jako Kaillie Simundsonová, jejím prvním manželem byl britský bobista Dan Humphries, druhým manželem je Američan Travis Armbruster. V juniorské kategorii se věnovala sjezdovému lyžování, po sérii zranění přesedlala na bob, zpočátku jako brzdařka, později se stala pilotkou.
Po olympiádě v Pchjongčchangu opustila kvůli osobním neshodám kanadský bobistický tým a od roku 2019 reprezentuje Spojené státy. V roce 2021 získala americké občanství a byla zařazena do týmu pro Zimní olympijské hry 2022.
Angažuje se v neziskové organizaci Right To Play, podporující sportování zdravotně a sociálně znevýhodněných dětí.